# Open Air (Kletterroute)
Open Air ist der Name einer Kletterroute in Österreich, die mit dem Schwierigkeitsgrad 9a+ (UIAA XI+) bewertet wird. Sie war zum Zeitpunkt der Erstbegehung 1996 vermutlich die schwierigste Route weltweit. Die Route befindet sich im Klettergebiet Schleierwasserfall im Gemeindegebiet von Going am Wilden Kaiser. 
Die in löchrigem gelbem Kalkgestein verlaufende Route weist eine Länge von etwa 55 Metern auf und hängt stark über.
Im Jahr 1996 gelang Alexander Huber die Durchsteigung der Route, der sie mit 9a (XI) bewertete. Etwa zwölf Jahre nach der Erstbegehung wurde die Route von Adam Ondra am 17. November 2008 wiederholt. Er stufte sie als 9a+ ein, womit sie, nach seiner Aussage, die erste Route in diesem Schwierigkeitsgrad war. Seit dieser Begehung gab es keine weitere Begehung der Route, so dass eine weitere Bestätigung der Schwierigkeit bisher ausblieb (Stand Anfang 2023).